# Claudine Nierth

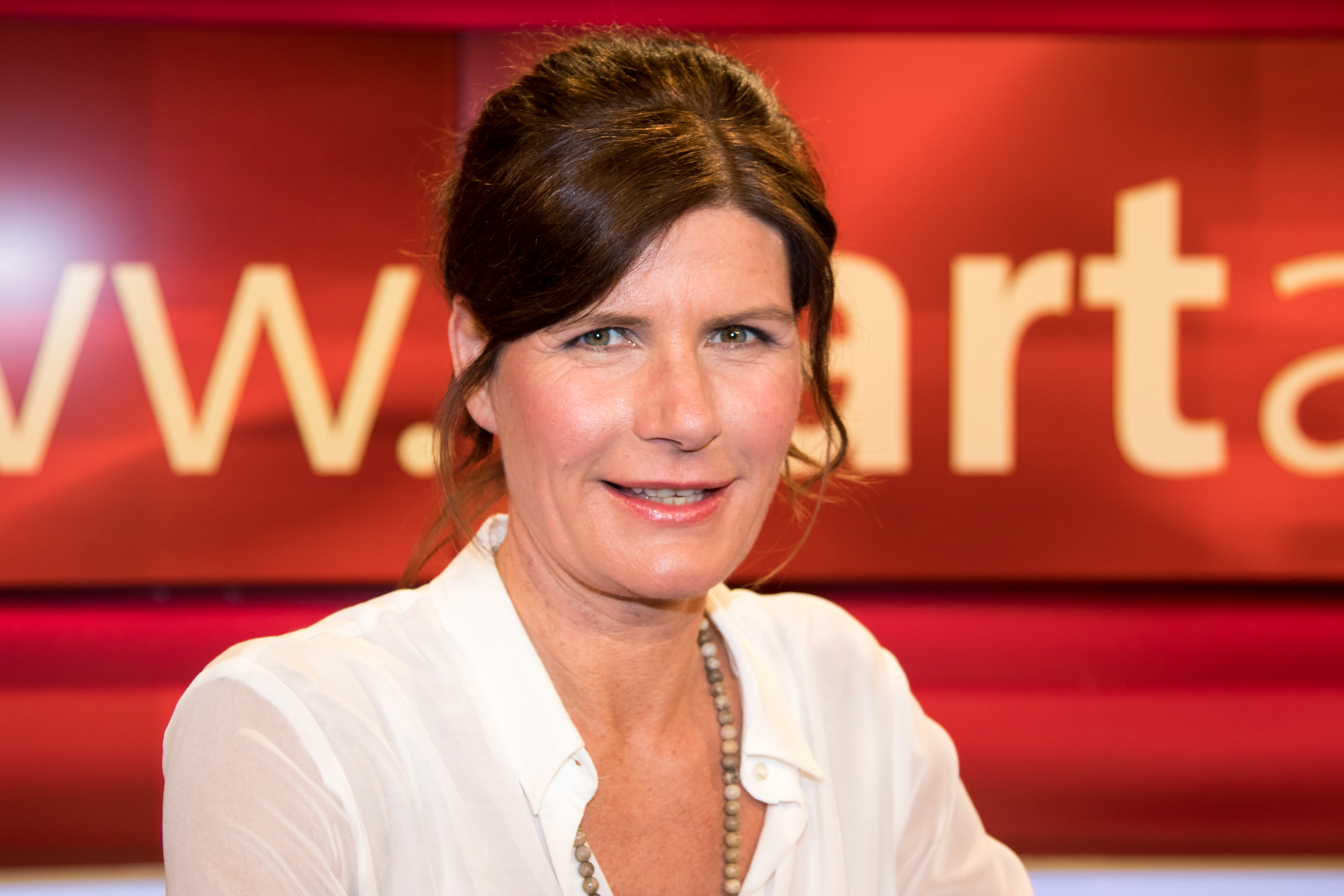
Claudine Nierth bei hart aber fair, 2016.

Claudine Nierth (* 1967 in Niebüll) ist eine deutsche Künstlerin und Polit-Aktivistin.

## Leben und Beruf
Seit ihrem Kunststudium (1991–1995) und ihrer mehrjährigen Bühnentätigkeit (Eurythmie) liegt der Schwerpunkt von Claudine Nierth auf der künstlerischen Gestaltung sozialer Prozesse. Diese Tätigkeit übt sie als Selbständige mit Mitarbeitern in Unternehmen und Organisationen aus. Von 2006 bis 2012 war sie Dozentin des Bachelorstudiengangs bei 4.D raum für eurythmische ausbildung und kunst in Hamburg.

## Politische Arbeit
Claudine Nierth unterstützte in den 1980er Jahren die Aktion Volksentscheid, die erste bundesweite Aktion für Direkte Demokratie. Seitdem engagiert sich Nierth für die Einführung und Verbesserung von Volksentscheiden und deren Regelungen. Sie war 1997 eine der drei Initiatoren des ersten Volksbegehrens Mehr Demokratie in Hamburg und 2011 der Volksinitiative Mehr Demokratie in Schleswig-Holstein. 2000 fuhr sie mit dem weißen Omnibus für Direkte Demokratie – einer rollenden Skulptur – quer durch Deutschland. Anschließend schrieb sie sich die Einführung des bundesweiten Volksentscheids auf die Fahnen.
Seit 1998 ist Claudine Nierth Bundesvorstandssprecherin des bundesweit arbeitenden Vereins Mehr Demokratie e.V. Die Landtagsfraktion von Bündnis 90/Die Grünen Schleswig-Holstein entsandte sie in die 15. Bundesversammlung, die am 18. März 2012 den deutschen Bundespräsidenten wählte. 2013 wurde sie für den Bürgerpreis Schleswig-Holstein in der Kategorie „Alltagshelden“ nominiert. 2014/2015 war sie Mitglied der Enquete-Kommission betreffend Stärkung der Demokratie in Österreich des österreichischen Nationalrats. Darüber hinaus ist Claudine Nierth Mitinitiatorin des ersten Bürgerrats im Bundestag.
Am 27. August 2017 debattierte Nierth mit dem damaligen Bundestagspräsidenten Norbert Lammert im Rahmen der Ruhrtriennale beim ZEIT-Forum Kultur zum Thema „Ende der Elite – Die neue Kraft von unten“ in der Turbinenhalle der Jahrhunderthalle Bochum. Dabei ging es auch um direkte Demokratie und die Einführung bundesweiter Volksentscheide.
Am 22. Mai 2018 erhielt Claudine Nierth für ihr Engagement von Bundespräsident Frank-Walter Steinmeier das Bundesverdienstkreuz am Bande. In der Begründung hieß es: „Auch wenn die direkte Demokratie in einem Spannungsverhältnis zur repräsentativen Demokratie steht, ist der Austausch darüber, ob unser Land mehr Volksentscheide braucht, stets bereichernd. Wie lassen sich kluge Entscheidungen unter breiter Teilhabe am besten erreichen? Diese wichtige Frage setzt Claudine Nierth immer wieder auf die politische Agenda.“
Seit Mai 2022 ist Claudine Nierth Sprecherin des Aufsichtsrats der Stiftung GLS Treuhand e.V.
Im August 2022 wurde Claudine Nierth mit dem Alfred-Müller-Felsenburg-Preis für aufrechte Literatur für ihr 2021 erschienenes Buch „Die Demokratie braucht uns! Für eine Kultur des Miteinander“ ausgezeichnet.

## Schriften
- Gemeinsam entscheiden was alle betrifft. In: Utz Schliesky, Niclas Herbst, Guido Wendt (Hrsg.): Schleswig-Holstein 2020 – Gedankenskizzen zur Zukunft eines Bundeslandes. Neumünster, Wachholtz 2011, S. 256–264, ISBN 978-3-529-02819-9
- Die Demokratie braucht uns! Für eine Kultur des Miteinander. In Zusammenarbeit mit Katharina Höftmann Ciobotaru. München, Goldmann 2021, ISBN 978-3-442-31646-5
- Claudine Nierth, Roman Huber: Die zerrissene Gesellschaft. So überwinden wir gesellschaftliche Spaltung im neuen Krisenzeitalter, München, Goldmann 2023, ISBN 978-3-641-30333-4
- Roman Huber, Claudine Nierth: Dialogkunst und Gestaltungsmacht – Warum Bürgerräte und direkte Demokratie zusammenpassen, In: Hermann K. Heußner, Arne Pautsch, Frank Rehmet, Lukas Kiepe (Hrsg.): Mehr direkte Demokratie wagen: Volksentscheid und Bürgerentscheid: Geschichte – Praxis – Vorschläge, Reinbek, Lau 2024, S. 309–319, ISBN 978-3-95768-254-3

## Mitwirkung
- Wiebke Dierks: Nachkommen. Wenn Töchter ihren Müttern schreiben, München 2022, ISBN 978-3-948-81904-0. (Seite 58)